# Железнодорожный транспорт в Парагвае
Железнодорожный транспорт в Парагвае — железнодорожные линии и компании на территории республики Парагвая.
Работы по созданию дорог в стране инициированы в 1854 году первым президентом Парагвая Карлосом Антонио Лопесом. Им была приглашена в страну группа инженеров из Великобритании. Они должны были спроектировать дорогу, которая соединит столицу Асунсьон и город Парагуари (департамент Парагуари). В 1856 году были начаты работы по расчистке трассы будущей линии, были заказаны рельсы, вагоны и локомотивы.
Железнодорожная инфраструктура находится в ведении компании Ferrocarriles del Paraguay S.A., созданной в 2002 году.
На железных дорогах в Парагвае используется колея 1435 мм. Общая протяжённость дорог — 971 км, из них 441 км с шириной 1435 мм, 60 километров с шириной колеи в 1000 мм.
Имеется железнодорожное сообщение с Аргентиной (ширина колеи совпадает), и с Бразилией (переход колеи на 1000 мм).